# Ferdinand Jitschinsky
Ferdinand Jitschinsky (25. února 1793 Kutná Hora – 14. března 1868 Praha-Hradčany) byl český zemědělský odborník a archivář. Řadu let pracoval jako správce, popř. inspektor statků na Karlštejně, později byl jmenován archivářem Tereziánského ústavu šlechtičen na Pražském hradě. Stal se členem několika odborných společností se zaměřením na zemědělské hospodaření. V německém jazyce sepsal vlastivědnou publikaci o hradě Karlštejn a historickou studii o ústavu šlechtičen.

## Život
Narodil se 25. února 1793 v Kutné Hoře čp. 170 (dnes Šultysova 170/8).
Věnoval se hospodářské správě. Roku 1829 je zmiňován jako církevní účetní (Kirchenrechnungsführer) v Loděnici u Berouna. O tři roky později se již podepisoval jako „Rentmeister“ (důchodní) na Karlštejně. Na konci života byl uváděn jako inspektor statků a archivář Tereziánského ústavu šlechtičen na Pražském hradě.
Byl členem nebo korespondentem několika odborných organizací, např. České hospodářsko-vlastenecké společnosti, pomologického spolku a moravsko-slezské společnosti pro podporu zemědělství, přírodních a zemědělských věd. Stal se také čestným členem pražského soukromého ústavu pro hluchoněmé.
Upisoval státní půjčky, věnoval peníze na dobročinné účely (např. na podporu škol na Ledečsku r. 1860), angažoval se při záchraně historických památek na Karlštejně.
V září 1865 mu byl udělen rytířský kříž Řádu Františka Josefa za mnohaleté záslužné působení.
Zemřel 14. března 1868 v Praze na Hradčanech v čp. 2 (dnes Jiřská 2/3, Praha 1, tj. Ústav šlechtičen).
Jeho příjmení je v českých zdrojích uváděno jako Jičínský (viz též příjmení jeho synů v sekci Rodina), v některých německých zdrojích jako Gitschinsky.

## Dílo
Byl autorem těchto knižně vydaných prací:
- Kurze Darstellung der Gründung und des Bestandes des k.k. theresianischen adeligen Damenstiftes am Prager Schlosse (1855), výpravná nízkonákladová publikace s podrobným popisem historie Ústavu šlechtičen, včetně 1843 jmen šlechtických rodin, zapsaných v ústavním archivu, a několika uměleckých vyobrazení[16]
- Podílel se na publikaci Franze Augeho Beschreibung der kaiserl. königlichen Burg Karlstein in Böhmen (1841 s reedicemi)

## Rodina
- Syn Karel Jičínský[4] (1831-1910) se stal ředitelem černínských velkostatků v Jindřichově Hradci. Byl oceňovaný pro vlasteneckou a literární činnost[17] (publikace v oboru práva, zemědělství a místní vlastivědy)[15]
- Syn Vilém Jičinský[4] (1832-1902) byl ostravský báňský odborník. V jeho stopách pokračoval i jeho syn Jaroslav Jičínský (1870-1959).
- Syn Jaroslav Jičínský (1842-1866) padl v bitvě u Hradce Králové.[4] Zprvu byl veden jako zraněný a nezvěstný,[18] roku 1867 byl prohlášen za mrtvého.[19]
- Syn Ferdinand Jičínský[4] (1846-1877) byl cukrovarský chemik.[20]
- Dcera Marie (1834-1889) se provdala za úředníka Antonína Pokorného[4]
- Dcera Augusta (1839-??) se neprovdala a žila jako soukromnice na Smíchově.[4]